# Mulungu (Paraíba)
Pour les articles homonymes, voir Mulungu.
Mulungu est une ville brésilienne de l'est de l'État de la Paraíba.
Sa population était estimée à 9 317 habitants en 2007. La municipalité s'étend sur 192 km2.